# Nové Sedlice
Nové Sedlice là một làng thuộc huyện Opava, vùng Moravskoslezský, Cộng hòa Séc.